# Hindenburg (Badenhausen)
Die Hindenburg ist die Ruine einer mittelalterlichen Ringmauerburg im Harz am Ortsrand von Badenhausen im niedersächsischen Landkreis Göttingen.

## Geographische Lage

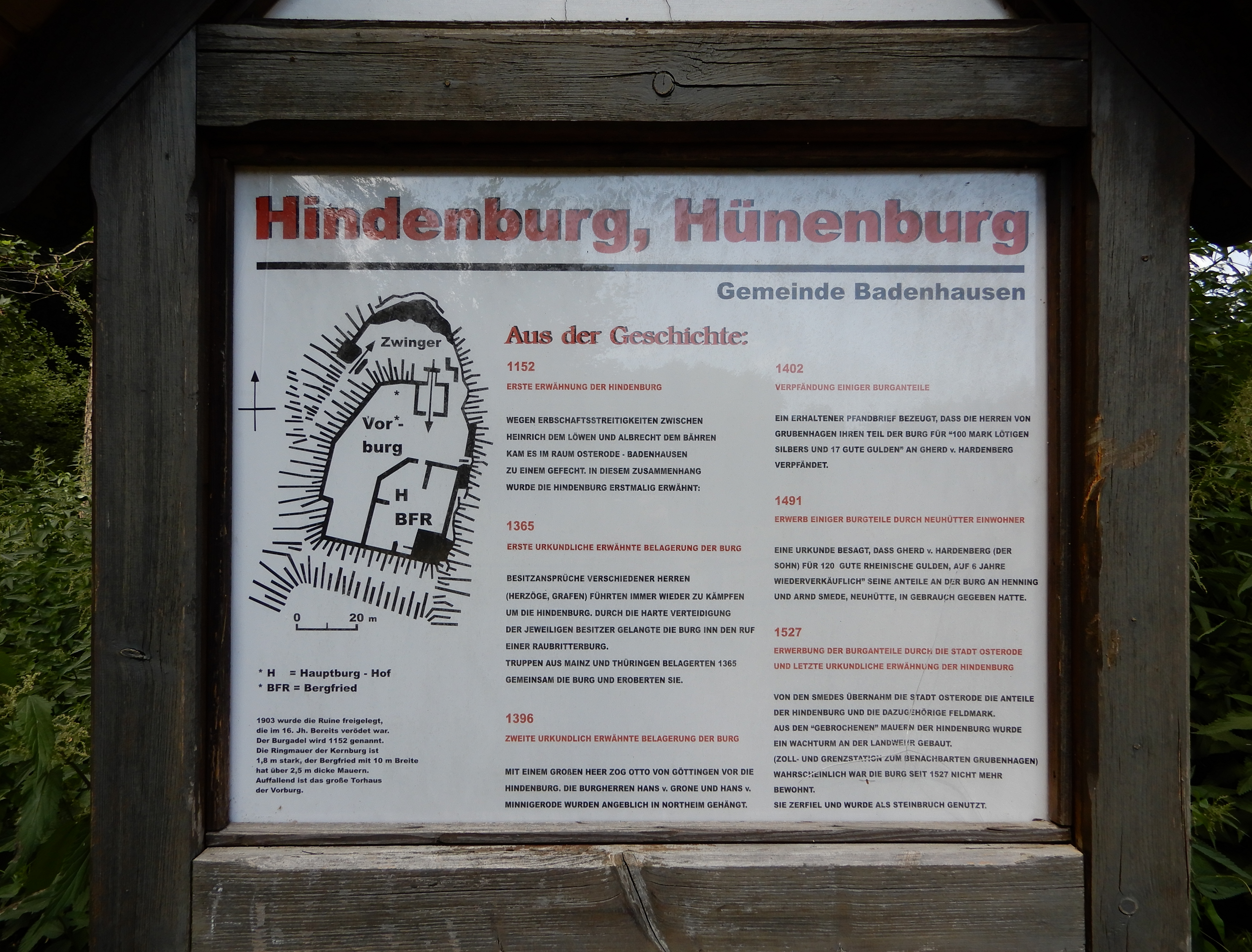
Informationstafel über die Hindenburg bei Badenhausen

Die Burgruine Hindenburg befindet sich südwestlich des Ortsteils Badenhausen und westlich des Ortsteils Oberhütte der Gemeinde Bad Grund (Harz). Sie befindet sich in einer strategisch günstigen Lage auf der Spitze eines nach Norden ausgehenden Bergsporns auf dem Pagenberg.

## Baubeschreibung
Die Hindenburg wird an der einzigen nicht durch Steilhänge abgesicherten Seite durch einen 20 m breiten und ursprünglich bis zu 15 m tiefen Halsgraben geschützt. Das eigentliche Burgplateau misst ca. 70 × 50 m. Die verbleibende Burgruine ist heute stark verfallen. Die Kernburg ist durch eine 1,80 m starke Ringmauer umgeben. In das Südosteck ist ein Wohnturm von ca. 14 m Seitenlänge eingepasst. Nördlich von diesem lagen drei kleinere Gebäude ohne bekannte Zweckbestimmung. Westlich grenzte ein kleiner Hof mit einem schmalen Gebäude an. Im nördlich der Kernburg gelegenen Bereich befinden sich mehrere Mauern, die zu einer Vorburg mit Torturm gehört haben können.

## Geschichte
Die Hindenburg, auch Hünenburg oder Heunenburg genannt, wurde um 1080 von Dietrich II. von Katlenburg erbaut. Erstmals erwähnt wurde die Hindenburg in einer Lüneburger Chronik, als sie 1152 von Heinrich dem Löwen nach einem Gefecht mit Markgraf Albrecht dem Bären übernommen wurde. Die nächste Bezeugung ihrer Existenz ist die Nennung eines Ministerialen namens Burchard von Hindenburg als Zeuge in einer Urkunde von 1309. 1322 urkundete Herzog Wilhelm I. von Braunschweig-Grubenhagen auf der Burg. Da Herzog Magnus I. von Braunschweig-Wolfenbüttel 1345 die Hälfte der Burg besaß, scheint sie im gemeinschaftlichen Besitz der welfischen Fürstentümer Braunschweig-Wolfenbüttel und Grubenhagen gewesen zu sein. Verpfändungen waren fester Bestandteil der Burggeschichte, so übergaben die Grubenhagener ihren Anteil ab 1400 an die Herren von Hardenberg, um 1491 gingen die Grubenhagener Anteile zu einem Drittel an Bürgerliche über, zuletzt 1497 an einen Osteroder Bürgermeister. 1398 wurde sie zerstört, weil von ihren Burgmannen der Landfrieden massiv gestört wurde, danach allerdings wieder aufgebaut. Spätestens im 16. Jahrhundert wurde die Burg endgültig aufgegeben.